# مسیه ۸۹
مسیه ۸۹(به انگلیسی: Messier 89) (M89 یا NGC 4552)یک کهکشان بیضوی در صورت فلکی دوشیزه است. و توسط شارل مسیه و در ۱۸ مارس ۱۷۸۱ کشف شد.مسیه ۸۹ عضو خوشه دوشیزه است.
تخمین زده می شود حدود ۷۰۰±۲۰۰۰ خوشه کروی در اطراف این کهکشان در گردش باشند. تعداد خوشه های کروی که به اطراف کهکشان راه شیری در گردش اند حدود ۱۵۰-۲۰۰ عدد بیشتر نیست.